# 드로운드 인 사운드
드로운드 인 사운드(영어: Drowned in Sound), 또는 줄여서 DiS는 영국의 음악 웹진으로 사일런트웨이의 산하에 있었다. 편집자 션 애덤스가 만들었으며, 리뷰, 뉴스, 인터뷰, 포럼 등이 존재한다.

## 역사
DiS는 1998년 '더 라스트 리조트'라는 이름의 이메일 팬진으로 시작하였으나, 션 애덤스가 2000년 드로운드 인 사운드라는 이름으로 새로 만들어냈다.
프리랜서 집필팀은 북미, 아시아, 유럽, 오세아니아 등 4개 대륙에 존재한다. 대부분 무보수 작가들의 기고문을 기반으로 하며 인터뷰, 뉴스, 리뷰에 대한 토론 및 코멘터를 할 수 있는 통합 포럼이 존재한다. 또한 아티스트 및 밴드의 데이터베이스와 영국 대부분의 라이브 공연장(대규모 및 소규모)에 대한 세부 정보가 있다. 사이트에는 6만 명 이상의 회원이 등록되어 있으며, 매달 약 47만 명이 방문한다.
2006년, 웹사이트는 드로운드 인 사운드 라디오라는 이름의 팟캐스트를 시작하였다.
2007년 11월, 드로운드 인 사운드는 광고 지원 사이트인 RCRDLBL.com과 협력해 "다운로드"라는 제목의 라디오 및 비디오 블로그를 개설했다.
드로운드 인 사운드는 2008년부터 서머 선디 페스티벌에 참가하였으며, 2010년에는 10주년을 기념해 퓨처헤드 및 프라이튼드 래빗이 헤드라인으로 공연을 하였다.
2019년 4월, 션 애덤스는 자신의 개인 페이스북에 드로운드 인 사운드가 얼마 후 음반 리뷰와 기능을 의뢰하는 것을 중단할 것이라고 밝혔다.